# Toboclic

Toboclic était un magazine interactif français pour enfants sur CD-ROM, édité par Milan Presse, filiale du groupe Bayard Presse. Il fut créé en octobre 2000, et sa publication cessa en août 2015. Il laisse la place à Tobo 3-6 qui disparait 9 mois après en mai 2016.

## Historique
Les personnages Bizou, Bétiz, Zéphir, Zoreil et Zaza ont été créés par FINZO, à la création. Plus tard, c'est Philippe Jalbert qui crée Souriz. Ce dernier faisait les illustrations mettant en scène les mascottes. Mathieu Maillefer faisait l'animation.
Chaque CD débutait par la chanson des mascottes qui se nommait Toboska. Des versions clip était également disponibles dans la chambre de la mascotte Souriz. Le sommaire animé apparaissait ensuite avec une scène différente à chaque CD, où les personnages proposaient de cliquer sur eux pour participer à leurs activités.  

## Mascottes

### Bétiz
Bétiz est un diablotin orange. Il anime la rubrique "jeux".

### Bizou
Bizou est un ours en peluche bleu. Il anime le récit interactif. Quand le joueur clique sur quitter Toboclic, une porte s'affiche, avec lui à côté qui demande si on veut réellement quitter.

### Zaza
Zaza est une poule blanche. Elle anime généralement une activité créative, mais dans certains numéros une rubrique particulière comme les langues, l'atelier d'Art, le labo de Zaza, la cuisine, ou la magie.

### Zéphir
Zéphir est un tigre orange avec des rayures violettes. Il anime la rubrique de la découverte, mais également à partir du numéro 50 (septembre 2005) présente la "drôle de bête" du mois.

### Zoreil
Zoreil est un personnage principal de Toboclic, il est représenté par un lapin violet possédant de très grandes oreilles. Zoreil propose généralement une comptine (qui peut être enregistrée en karaoké), mais dans les numéros pairs à partir du numéro 12, il anime la Récré.

### Souriz
Souriz est une souris verte. Apparue dans le numéro 15, elle présente la rubrique "Mystères et boules de gommes" qui répond aux questions des abonnés, et qui devient à partir du numéro 50 le Club des Tobocliqueurs en accueillant les dessins et anniversaires de ceux-ci, dans sa chambre (Sur un simple tableau, auparavant). Souriz ne parle pas jusqu'à son entrée au générique en septembre 2009, et ce sont les autres mascottes qui répondaient aux questions.

## Voix
- Catherine Pauwels : La présentatrice
- Julien Climent :  Bizou, Bétiz, Zéphir et Zoreil
- Lucile Barbier : Souriz et Zaza
- Franck Aupeix : Diverses voix

## Paroles Toboska (Jusqu'à 2009)
Parole de la Toboska, chanson des mascottes de Toboclic :
Si tu adores les histoires
J’en ai tout plein mes tiroirs
Je ressembles a un doudou
D'ailleurs je m'appelle… Bizou !
Comme les cinq doigts de la main
Nous sommes cinq très bons copains
Venez vite, on vous invite dans Toboclic !
Mon dada c’est l’aventure
Je suis curieux de nature
Pour explorer et découvrir
Rien n'arrêtera : Zéphir !
Comme les cinq doigts de la main
Nous sommes cinq très bons copains
Venez vite, on vous invite dans Toboclic !
Moi, j’ai la folie des blagues
Des astuces, des jeux et des gags
Vive les rires et les surprises
Ah tu m'aimera moi… Bétiz !
Comme les cinq doigts de la main
Nous sommes cinq très bons copains
Venez vite, on vous invite dans Toboclic !
Si je bouge c’est que je danse
Une musique et ça balance
Qui chantonne dès le réveil ?
Sur le rythme de : Zoreil !
Comme les cinq doigts de la main
Nous sommes cinq très bons copains
Venez vite, on vous invite dans Toboclic !
On dit qu’j’ai des doigts de fée
Ma passion c’est fabriquer
Ne bricolez pas sans moi
Ici l'artiste c'est … Zaza !
Comme les cinq doigts de la main
Nous sommes cinq très bons copains
Venez vite, on vous invite dans Toboclic !
[x2]

## Paroles Toboska (À partir de 2009)
Parole de la Toboska, chanson des mascottes de Toboclic, Depuis l'entrée au générique de Souriz en 2009 :
Si tu adores les histoires
J’en ai tout plein mes tiroirs
C’est moi ton super-doudou... Bizou !
Mon dada c’est l’aventure
Je suis curieux de nature
Toujours prêt à repartir : Zéphir !
Comme les cinq doigts de la main
Nous sommes six très bons copains
Venez vite, on vous invite dans Toboclic !
Moi, j’ai la folie des blagues
Des farces, des rires et des gags
Vive mes jeux et mes surprises... Bétiz !
Pour le courrier toujours prête
Je ne grignote pas les lettres
Souris verte, pas souris grise… Souriz !
Comme les cinq doigts de la main
Nous sommes six très bons copains
Venez vite, on vous invite dans Toboclic !
On dit qu’j’ai des doigts de fée
Ma passion c’est fabriquer
Viens bricoler avec moi… Zaza !
Si je bouge c’est que je danse
Une musique et ça balance
Qui chantonne dès le réveil ? Zoreil !
Comme les cinq doigts de la main
Nous sommes six très bons copains
Venez vite, on vous invite dans Toboclic !
[x2]

## Liste des numéros
La collection Toboclic a été publiée mensuellement d'octobre 2000 à août 2015, totalisant 149 numéros au format CD-ROM, chacun proposant une aventure interactive et éducative à destination des enfants. Voilà la liste des titre par ordre de parution accompagné du mois et de l'année de parution.
1. Le monstre Mange-Bébés (Octobre 2000)
2. Nino et la balsaminette (Novembre 2000)
3. Le Loup et le Père Noël (Décembre 2000)
4. La sorcière Kipeutou (Janvier 2001)
5. Jack et le Haricot Magique (Février 2001)
6. L'île d'Orado (Mars 2001)
7. Le dragon de pluie (Avril 2001)
8. Le marathon de Miranda (Mai 2001)
9. Poucette (Juin - Juillet - Août 2001)
10. Les Dinosaures (Septembre 2001)
11. Comment cuisiner un petit cochon (Octobre 2001)
12. Je m'envole ! (Novembre 2001)
13. Pas de Noël sans Bizou (Décembre 2001)
14. Au pays des diamantises (Janvier 2002)
15. Mystère à Cow-Boy City (Février 2002)
16. S.O.S Pépé en détresse (Mars 2002)
17. Le monstre Mange-Bébés a disparu ! (Avril 2002)
18. Coup de théâtre à l'atelier (Mai 2002)
19. De la Petite Taupe (Juin - Juillet - Août 2002)
20. Drôles d'écoles ! (Septembre 2002)
21. Le Château des Chocottes (Octobre 2002)
22. Bibikuk et le pingouin sacré (Novembre 2002)
23. Je serai Renne du Père Noël (Décembre 2002)
24. Mais qui a mangé tous les sapins ? (Janvier 2003)
25. Le Monstre Mange-Bébés est amoureux (Février 2003)
26. On a volé le Kouloukounkoun (Mars 2003)
27. La Forêt des Princes Perdus (Avril 2003)
28. Shandar et Aneetoo risquent tout (Mai 2003)
29. Les Bigorneaux Contre-Attaquent (Juin - Juillet - Août 2003)
30. La maîtresse est une sorcière ! (Septembre 2003)
31. Férox et Molox (Octobre 2003)
32. La Revanche de Super-Belette (Novembre 2003)
33. Mission : Père Noël (Décembre 2003)
34. Mystère dans le Transsibérien (Janvier 2004)
35. Bonhomme et compagnie (Février 2004)
36. Sur la piste du mensonge (Mars 2004)
37. Le Cochon-Tirelire qui voulait voir la mer (Avril 2004)
38. Une Nounou de Génie (Mai 2004)
39. Misty l’homme-canon (Juin - Juillet - Août 2004)
40. À l'école des Pirates (Septembre 2004)
41. Zizanie chez les Colocataires (Octobre 2004)
42. Tommy le Fantôminus (Novembre 2004)
43. Un Chaperon pour Noël (Décembre 2004)
44. Tigaby et la tortue (Janvier 2005)
45. Les Prixar relèvent le défi (Février 2005)
46. 2 Ninjas et Demi (Mars 2005)
47. Le trésor de Toutankharton (Avril 2005)
48. Splitch et le mystère des crevettes (Mai - Juin 2005)
49. Tous à la Rescousse ! (Juillet -Août 2005)
50. Comment on fabrique les livres ? (Septembre 2005)
51. Le Jurassique (Octobre 2005)
52. Vladimir le vampire (Novembre 2005)
53. Joyeux Noël les minuscules ! (Décembre 2005)
54. Abo, mon copain des neiges (Février 2006)
55. 3 drôles de filles (Février 2006)
56. Opération guimauve (Mars 2006)
57. PoussPouss et PinPin du pays de Pâques (Avril 2006)
58. Le petit mousse (Mai - Juin 2006)
59. A la Pêche au Trésor ! (Juillet - Août 2006)
60. L'école de la jungle (Septembre 2006)
61. Un écureuil pas comme les autres (Octobre 2006)
62. La grande trouille (Novembre 2006)
63. Spook et les babichous (Décembre 2006)
64. Migration impossible (Janvier 2007)
65. Le fantôme du musée (Février 2007)
66. La danse des animonstres (Mars 2007)
67. Le quatrième ninja (Avril 2007)
68. L'aventure des doudous (Mai - Juin 2007)
69. Où te caches-tu, bébé dauphin ? (Juillet - Août 2007)
70. À la recherche d'Aladdin (Septembre 2007)
71. L'anniversaire de Souriz (Octobre 2007)
72. La créature du lac (Novembre 2007)
73. Le Père Noël est un héros (Décembre 2007)
74. La FISSA contre le Crado (Janvier 2008)
75. Enquête à Venise (Février 2008)
76. Les pierres de pluie (Mars 2008)
77. Fantôminus : Les œufs volés (Avril 2008)
78. La première mousquetaire (Mai - Juin 2008)
79. L'introuvable camping du Lac (Juillet - Août 2008)
80. Le Chat botté (Septembre 2008)
81. Voyage chez les lutins (Octobre 2008)
82. Mes nouveaux voisins (Novembre 2008)
83. Noël à la ferme (Décembre 2008)
84. L'enfant et le gorille (Janvier 2009)
85. Le cadeau de Babouchka (Février 2009)
86. Sauvons la mare ! (Mars 2009)
87. Le royaume de Yalala (Avril 2009)
88. Léo et Choco chez les Incas (Mai - Juin 2009)
89. Où tu caches-tu, Bubulle ? (Juillet - Août 2009)
90. Le Rossignol et l'Empereur (Septembre 2009)
91. Les voleurs de soleil (Octobre 2009)
92. Il faut sauver Plume ! (Novembre 2009)
93. Un Noël géant ! (Décembre 2009)
94. Les Prixar et la planète sauvage (Janvier 2010)
95. Le pays des garçons amoureux (Février 2010)
96. L'île d'Orado (Mars 2010)
97. Sur la piste du feu (Avril 2010)
98. Le vilain petit canard (Mai - Juin 2010)
99. Le grand secret des animaux (Juillet - Août 2010)
100. Le château de Méli-Mélo (Septembre 2010)
101. Chapitre et les mots magiques (Octobre 2010)
102. Macha et la sorcière des neiges (Novembre 2010)
103. Les Excalibrius (Décembre 2010)
104. Matilda et le jaguar sacré (Janvier 2011)
105. Du rififi au palais de Badadi (Février 2011)
106. Nino et la balsaminette (Mars 2011)
107. Jack et le haricot magique (Avril 2011)
108. La petite souris est en grève ! (Mai - Juin 2011)
109. Splitch et le mystère des crevettes (Juillet - Août 2011)
110. Les Habits neufs de l'empereur (Septembre 2011)
111. Les fabuleuses photos de Frédo (Octobre 2011)
112. Les Excalibrius et le Bitoniau (Novembre 2011)
113. Histoire du Grand Méchant Poulet (Décembre 2011)
114. Migration impossible (Janvier 2012)
115. Le dragon de pluie (Février 2012)
116. Férox et Molox (Mars 2012)
117. Le secret de Mamina (Avril 2012)
118. Poucette (Mai - Juin 2012)
119. Le mystère du terrible Vaïdaï (Juillet - Août 2012)
120. Titouan et le paquet top secret (Septembre 2012)
121. Tirou un écureuil pas comme les autres (Octobre 2012)
122. Ali Baba et les quarante voleurs (Novembre 2012)
123. Sur le dos des rennes volants (Décembre 2012)
124. Mission Himalaya (Janvier 2013)
125. Enquête à Venise (Février 2013)
126. Hänsel et Gretel (Mars 2013)
127. PoussPouss et PinPin au pays de pâques (Avril 2013)
128. De la petite taupe qui voulait savoir qui lui avait fait sur la tête (Mai - Juin 2013)
129. Teti et la princesse Mouti (Juillet - Août 2013)
130. Notre maîtresse a disparu (Septembre 2013)
131. L'enfant d'éléphant (Octobre 2013)
132. Nina et l'armoire magique (Novembre 2013)
133. Panique dans l'atelier du Père Noël (Décembre 2013)
134. Les Excalibrius La chasse à l'Ogre (Janvier 2014)
135. A l'Est du soleil et à l'Ouest de la Lune (Février 2014)
136. Framboisine et le gâteau du roi Baba (Mars 2014)
137. Le Chat botté (Avril 2014)
138. Louis et le sceptre du Roi-Soleil (Mai - Juin 2014)
139. Les Sirènes contre-attaquent (Juillet - Août 2014)
140. Chapitre et les mots magiques (Septembre 2014)
141. Sur la piste du feu (Octobre 2014)
142. Le Rossignol et l'Empereur (Novembre 2014)
143. Un Noël géant ! (Décembre 2014)
144. Le cadeau de Babouchka (Janvier 2015)
145. Le pays des Garçons amoureux (Février 2015)
146. Prixar et la planète sauvage (Mars 2015)
147. Le vilain petit Canard (Avril 2015)
148. Le Château de Méli-Mélo (Mai - Juin 2015)
149. L'introuvable camping du lac (Juillet - Août 2015)